# Murilo Rubião
Murilo Eugênio Rubião [mu'rilu ew'ʒeniw ʁubi'ɐ̃w] (* 1. Juni 1916 in Carmo de Minas, Minas Gerais; † 16. September 1991 in Belo Horizonte) war ein brasilianischer Schriftsteller.

## Leben
Murilo Rubião lebte meist in Belo Horizonte, wo er 1942 an der Rechtswissenschaftlichen Fakultät der Universidade de Minas Gerais (heute Faculdade de Direito da Universidade Federal de Minas Gerais) graduierte. Neben einflussreicher Tätigkeit als Journalist war er ab 1951 Kabinettschef der Regierung Juscelino Kubitschek, als dieser Gouverneur des brasilianischen Bundesstaates Minas Gerais war. Von 1956 bis 1961 war er brasilianischer Kulturattaché in Spanien.

## Werk
Ungewöhnlich für einen brasilianischen Schriftsteller verfasste Rubião sein gesamtes Werk in der Form phantastischer Kurzgeschichten und Erzählungen. Obwohl Rubião das Werk Franz Kafkas erst entdeckte, nachdem er Ende der 1940er Jahre bereits einen großen Teil seiner Geschichten als Zeitungsartikel veröffentlicht hatte, wurde er oft mit dem tschechischen Schriftsteller verglichen. Auch in Rubiãos Werk ist das Absurde eine Metapher für das Absurde menschlicher Existenz, wird jedoch in paradox einfachen und klaren Formen zum Ausdruck gebracht.

## Werke
- O ex-mágico (1947) (Der Ex-Zauberer)
- A estrela vermelha (1953) (Der rote Stern)
- Os dragões e outros contos (1965) (Die Drachen und andere Erzählungen)
- O pirotécnico Zacarias (1974) (Der Feuerwerker Zacharias)
- O convidado (1974) (Der Eingeladene)
- A casa do girassol vermelho (1978) (Das Haus der roten Sonnenblume)
- O homem do boné cinzento e outras histórias (1990) (Der Mann der grauen Kappe und andere Erzählungen)
- Contos reunidos (2005) (Gesammelte Erzählungen)